# Renhe (sockenhuvudort i Kina, Jiangxi Sheng, lat 28,03, long 114,94)
Renhe är en sockenhuvudort i Kina. Den ligger i provinsen Jiangxi, i den sydöstra delen av landet, omkring 120 kilometer sydväst om provinshuvudstaden Nanchang. Antalet invånare är 11 220. Befolkningen består av 5 441 kvinnor och 5 779 män. Barn under 15 år utgör 21,0 %, vuxna 15-64 år 64 %, och äldre över 65 år 13,0 %.
Runt Renhe är det tätbefolkat, med 442 invånare per kvadratkilometer. Närmaste större samhälle är Xiacun, 11,3 km söder om Renhe. Trakten runt Renhe består till största delen av jordbruksmark.
Genomsnittlig årsnederbörd är 2 315 millimeter. Den regnigaste månaden är maj, med i genomsnitt 349 mm nederbörd, och den torraste är oktober, med 28 mm nederbörd.